# Chillington
Chillington is een civil parish in het bestuurlijke gebied South Somerset, in het Engelse graafschap Somerset met 164 inwoners.